# Jovanka Smederevac
Jovanka Smederevac (ur. 15 marca 1965 w Nowym Sadzie) – austriacka brydżystka pochodzenia serbskiego, World Life Master w kategorii Women (WBF), European Grand Master oraz European Champion w kategoriach Open oraz Women (EBL).

## Wyniki brydżowe

### Olimpiady
Na olimpiadach uzyskała następujące rezultaty:
| Olimpiady brydżowe. Zawody teamów | Olimpiady brydżowe. Zawody teamów | Olimpiady brydżowe. Zawody teamów    | Olimpiady brydżowe. Zawody teamów | Olimpiady brydżowe. Zawody teamów | Olimpiady brydżowe. Zawody teamów |
| Rok                               | Miejsce                           | Zawody                               | Kategoria                         | Drużyna                           | Pozycja                           |
| --------------------------------- | --------------------------------- | ------------------------------------ | --------------------------------- | --------------------------------- | --------------------------------- |
| 2004                              | Stambuł                           | 12. Olimpiada Teamów                 | Kobiety                           | Austria                           | 9                                 |
| 2002                              | Salt Lake City                    | 4. Mistrzostwa o Wielką Nagrodę MKOL | Kobiety                           | Austria                           | 5                                 |
| 2000                              | Maastricht                        | 11. Olimpiada Brydżowa               | Kobiety                           | Austria                           | 9                                 |
| 1996                              | Rodos                             | 10. Olimpiada Teamów                 | Kobiety                           | Austria                           | 4                                 |
| 1992                              | Salsomaggiore                     | 9. Olimpiada Teamów                  | Kobiety                           | Austria                           | 1                                 |

### Zawody światowe
W światowych zawodach zdobyła następujące lokaty:
| Mistrzostwa Świata. Konkurencja teamów | Mistrzostwa Świata. Konkurencja teamów | Mistrzostwa Świata. Konkurencja teamów                | Mistrzostwa Świata. Konkurencja teamów | Mistrzostwa Świata. Konkurencja teamów | Mistrzostwa Świata. Konkurencja teamów |
| Rok                                    | Miejsce                                | Zawody                                                | Kategoria                              | Drużyna                                | Pozycja                                |
| -------------------------------------- | -------------------------------------- | ----------------------------------------------------- | -------------------------------------- | -------------------------------------- | -------------------------------------- |
| 2010                                   | Filadelfia                             | 13. Seria Mistrzostw Świata                           | Miksty                                 | Hansen                                 | 5                                      |
| 2005                                   | Estoril                                | 37. Mistrzostwa Świata Teamów                         | Kobiety                                | Austria                                | 9                                      |
| 2004                                   | Stambuł                                | 3. Transnarodowe Mistrzostwa Świata Teamów Mikstowych | Miksty                                 | Jovi                                   | 129                                    |
| 2002                                   | Montreal                               | 11. Mistrzostwa Świata                                | Kobiety                                | Austria                                | 9                                      |
| 2001                                   | Paryż                                  | 35. Mistrzostwa Świata Teamów                         | Kobiety                                | Austria                                | 4                                      |
| 2000                                   | Maastricht                             | 11. Olimpiada Brydżowa                                | Miksty                                 | Wernle                                 | 3                                      |
| 2000                                   | Southampton                            | 34. Mistrzostwa Świata Teamów                         | Kobiety                                | Austria                                | 4                                      |

| Mistrzostwa Świata. Konkurencja par | Mistrzostwa Świata. Konkurencja par | Mistrzostwa Świata. Konkurencja par | Mistrzostwa Świata. Konkurencja par | Mistrzostwa Świata. Konkurencja par | Mistrzostwa Świata. Konkurencja par |
| Rok                                 | Miejsce                             | Zawody                              | Kategoria                           | Partner                             | Pozycja                             |
| ----------------------------------- | ----------------------------------- | ----------------------------------- | ----------------------------------- | ----------------------------------- | ----------------------------------- |
| 2010                                | Filadelfia                          | 13. Mistrzostwa Świata              | Miksty                              | Sascha Wernle                       | 53                                  |
| 2006                                | Werona                              | 12. Mistrzostwa Świata              | Miksty                              | Sascha Wernle                       | 163                                 |
| 2002                                | Montreal                            | 11. Mistrzostwa Świata              | Miksty                              | Jan Jansma                          | 17                                  |
| 1998                                | Lille                               | 10. Mistrzostwa Świata              | Miksty                              | Jorg Eichnolzer                     | 131                                 |

### Zawody europejskie
W europejskich zawodach zdobyła następujące lokaty:
| Zawody europejskie. Konkurencja teamów | Zawody europejskie. Konkurencja teamów | Zawody europejskie. Konkurencja teamów    | Zawody europejskie. Konkurencja teamów | Zawody europejskie. Konkurencja teamów | Zawody europejskie. Konkurencja teamów |
| Rok                                    | Miejsce                                | Zawody                                    | Kategoria                              | Drużyna                                | Pozycja                                |
| -------------------------------------- | -------------------------------------- | ----------------------------------------- | -------------------------------------- | -------------------------------------- | -------------------------------------- |
| 2013                                   | Ostenda                                | 6. Otwarte Mistrzostwa Europy             | Kobiety                                | Austria                                | 4                                      |
| 2013                                   | Ostenda                                | 6. Otwarte Mistrzostwa Europy             | Miksty                                 | Ned Aut                                | 1                                      |
| 2012                                   | Dublin                                 | 51. Mistrzostwa Europy Teamów             | Kobiety                                | Austria                                | 8                                      |
| 2010                                   | Ostenda                                | 50. Mistrzostwa Europy Teamów             | Kobiety                                | Austria                                | 8                                      |
| 2009                                   | San Remo                               | 4. Otwarte Mistrzostwa Europy             | Kobiety                                | Hansen                                 | 5                                      |
| 2009                                   | San Remo                               | 4. Otwarte Mistrzostwa Europy             | Miksty                                 | Hansen                                 | 5                                      |
| 2006                                   | Warszawa                               | 48. Mistrzostwa Europy Teamów             | Kobiety                                | Austria                                | 8                                      |
| 2005                                   | Teneryfa                               | 2. Otwarte Mistrzostwa Europy             | Miksty                                 | Birman                                 | 33                                     |
| 2005                                   | Teneryfa                               | 2. Otwarte Mistrzostwa Europy             | Kobiety                                | Chantal                                | 5                                      |
| 2004                                   | Malmö                                  | 47. Mistrzostwa Europy Teamów             | Kobiety                                | Austria                                | 4                                      |
| 2003                                   | Mentona                                | 1. Otwarte Mistrzostwa Europy             | Kobiety                                | Erhart                                 | 9                                      |
| 2003                                   | Mentona                                | 1. Otwarte Mistrzostwa Europy             | Miksty                                 | Zwillinger                             | 9                                      |
| 2002                                   | Salsomaggiore                          | 46. Mistrzostwa Europy Teamów             | Open                                   | Austria                                | 19                                     |
| 2001                                   | Teneryfa                               | 45. Mistrzostwa Europy Teamów             | Kobiety                                | Austria                                | 4                                      |
| 1998                                   | Akwizgran                              | 5. Mistrzostwa Europy Mikstów             | Miksty                                 | Fucik                                  | 24                                     |
| 1993                                   | Mentona                                | 41. Mistrzostwa Europy Teamów             | Kobiety                                | Austria                                | 9                                      |
| 1990                                   | Neumünster                             | 12. Młodzieżowe Mistrzostwa Europy Teamów | Juniorzy                               | Austria                                | 14                                     |

| Zawody europejskie. Konkurencja par | Zawody europejskie. Konkurencja par | Zawody europejskie. Konkurencja par | Zawody europejskie. Konkurencja par | Zawody europejskie. Konkurencja par | Zawody europejskie. Konkurencja par |
| Rok                                 | Miejsce                             | Zawody                              | Kategoria                           | Partner                             | Pozycja                             |
| ----------------------------------- | ----------------------------------- | ----------------------------------- | ----------------------------------- | ----------------------------------- | ----------------------------------- |
| 2013                                | Ostenda                             | 6. Otwarte Mistrzostwa Europy       | Kobiety                             | Terry Weigkricht                    | 4                                   |
| 2013                                | Ostenda                             | 6. Otwarte Mistrzostwa Europy       | Miksty                              | Sascha Wernle                       | 93                                  |
| 2009                                | San Remo                            | 4. Otwarte Mistrzostwa Europy       | Kobiety                             | Renate Hansen                       | 15                                  |
| 2009                                | San Remo                            | 4. Otwarte Mistrzostwa Europy       | Miksty                              | Sascha Wernle                       | 45                                  |
| 2005                                | Teneryfa                            | 2. Otwarte Mistrzostwa Europy       | Mikst                               | Sascha Wernle                       | 86                                  |
| 2005                                | Teneryfa                            | 2. Otwarte Mistrzostwa Europy       | Kobiety                             | Maria Erhart                        | 4                                   |
| 2003                                | Mentona                             | 1. Otwarte Mistrzostwa Europy       | Mikst                               | Sascha Wernle                       | 5                                   |
| 2003                                | Mentona                             | 1. Otwarte Mistrzostwa Europy       | Kobiety                             | Maria Erhart                        | 1                                   |
| 2001                                | Sorrento                            | 11. Mistrzostwa Europy Par          | Open                                | Sascha Wernle                       | 77                                  |
| 2000                                | Bellaria                            | 6. Mistrzostwa Europy Mikstów       | Mikst                               | Alexander Wernle                    | 5                                   |
| 1998                                | Akwizgran                           | 5. Mistrzostwa Europy Mikstów       | Mikst                               | Alexander Wernle                    | 110                                 |
| 1994                                | Barcelona                           | 3. Mistrzostwa Europy Mikstów       | Miksty                              | Wolfgang Meinl                      | 100                                 |
| 1993                                | Mentona                             | 4. Mistrzostwa Europy Kobiet        | Kobiety                             | Herta Gyimesi                       | 16                                  |

## Klasyfikacja
- Jovanka Smederevac – klasyfikacja WBF (ang.)
- Jovanka Smederevac – klasyfikacja EBL (ang.)